# Миансерин
Миансерин — тетрациклический антидепрессант, являющийся «атипичным» по механизму действия. Сочетает антидепрессивный эффект с противотревожным и умеренным седативным действием.
Миансерин был разработан и внедрён компанией Organon International под торговым названием Tolvon, хотя первые патенты на соединение были выданы в Нидерландах в 1967 году. Вместе с родственным миртазапином входит в группу норадренергических и специфических серотонинергических антидепрессантов (НаССА).

## Фармакология
Миансерин проявляет антагонизм к гистаминовым H1, серотониновым 5-HT1D, 5-HT1F, 5-HT2A, 5-HT2B, 5-HT2C, 5-НТ3, 5-HT6, 5-HT7, α1 и α2-адренергическим рецепторам, ингибирует обратный захват норадреналина. Имеет низкое сродство к м-холинорецепторам. Исследования также обнаружили частичный агонизм к к-опиоидным рецепторам (Ki = 1.7 μM; EC50 = 0.53 μM).
Благодаря блокаде Н1 и отчасти α1-адренергических рецепторов оказывает седативный эффект, благодаря антагонизму 5-НТ2А и α1-адренергических рецепторов блокирует активацию внутриклеточной фосфолипазы С, являющейся общей мишенью для нескольких различных классов антидепрессантов. Благодаря блокаде соматодендральных и пресинаптических α2-адренергических рецепторов, действующих преимущественно как ауторецепторы обратной связи, миансерин повышает выброс норадреналина, дофамина, серотонина и ацетилхолина в различных зонах мозга и всего организма.

## Фармакокинетика
Биодоступность миансерина составляет от 20 до 30%, связывание с белками плазмы — 95%. Миансерин метаболизируется в печени ферментом CYP2D6 через N-оксидацию и N-десметилирование. Период полувыведения — от 21 до 61 часа, выводится главным образом почками, частично с фекалиями.

## Показания
Реактивные и эндогенные депрессии — как с преобладанием заторможенности, так и тревоги.

## Противопоказания
Маниакальный синдром, нарушение функции печени, острый инфаркт миокарда, кормление грудью, тяжёлые заболевания почек, эпилепсия при отсутствии ремиссии, индивидуальная непереносимость.
Не следует назначать людям моложе 18 лет, поскольку это может увеличить агрессивность или риск суицидальных наклонностей.
Миансерин не следует применять у беременных женщин из-за отсутствия данных о безопасности.

## Взаимодействия
Препарат несовместим с ингибиторами МАО (между приёмом миансерина и ингибитора МАО следует соблюдать интервал в две недели). Совместное применение с антигипертензивными средствами, анксиолитиками, снотворными средствами, алкоголем приводит к усилению их эффекта; с противоэпилептическими препаратами — к ослаблению эффекта противоэпилептических препаратов. Карбамазепин, фенитоин и фенобарбитал повышают метаболизм миансерина, в результате чего снижается его концентрация в плазме крови.

## Меры предосторожности
При применении миансерина необходимо наблюдение за пациентами с печёночной, почечной, сердечной недостаточностью или глаукомой. В первые три месяца приёма препарата следует каждый месяц проводить общий анализ крови; общий анализ крови также необходим при возникновении признаков инфекции, ангины. У пациентов с сахарным диабетом при приёме миансерина нужно контролировать содержание глюкозы в крови.
Пациенты, принимающие миансерин, должны воздерживаться от видов деятельности, требующих повышенного внимания и быстроты реакций (в частности, вождения автомобиля), и от приёма алкоголя.

## Побочные эффекты
Очень часто (частота>10%) развивается запор, сухость во рту и сонливость в начале лечения.
Часто (1%—10%) — длительное сохранение сонливости во время терапии, тремор, головная боль, головокружение и слабость.
Редко (0,1—1%) — увеличение массы тела.
Возможны такие побочные эффекты, как артериальная гипотензия, ортостатическая гипотензия, нарушение функций печени, желтуха, лейкопения, агранулоцитоз, арталгия, артрит, пластическая анемия (в особенности у пациентов пожилого возраста), отёки, гинекомастия.
Резкое прекращение приема миансерина может спровоцировать синдром отмены, который может включать депрессию, беспокойство, панические атаки, снижение аппетита или анорексию, бессонницу, диарею, тошноту и рвоту, а также гриппоподобные симптомы, такие как аллергия или зуд.